# Крамаренко Іван Васильович
Крамаренко Іван Васильович (початок ХІХ століття, Великі Будища Зіньківського повіту Полтавської губернії — 1 серпня 1883 року, місто Переяслав Полтавської губернії) — протоієрей, син священника. 1829 року — священник у селі Глинському Зіньківського повіту, потім переміщений на службу до Переяслава. Автор краєзнавчих оповідей про церкви Переяслава, побут переяславських семінаристів та ін. Проповіді, здебільшого, друкувалися в журналі «Странник».

## Нагороди
- Камилавка (1844)
- Золотий наперсний хрест (1847)
- Орден св. Анни ІІІ ступеня (1857)

## Праці
1. Крамаренко И. О. Преображенская церковь в городе Переяславе:

- (початок) Полтавские епархиальные ведомости. Часть неофициальная. — 1871. — 15 июля. — С. 538—549.
- (закінчення) Полтавские епархиальные ведомости. Часть неофициальная. — 1871. — 1 августа. — С. 583—593.

2. Крамаренко И. О. Описание Переяславской Петропавловской церкви:
- (початок) Полтавские епархиальные ведомости. Часть неофициальная. — 1875. — 1 августа. — С. 657—666.
- (закінчення) Полтавские епархиальные ведомости. Часть неофициальная. — 1875. — 15 августа. — С. 705—714.

1. Крамаренко И. О. Из воспоминаний о ректорах, управляющих Полтавско-Переяславской Семинарией в первой четверти текущего столетия // Полтавские епархиальные ведомости. Часть неофициальная. — 1878. — 1 июня. — С. 526—537.
2. Крамаренко И. О. Из воспоминаний о учителях, бывших в Полтавско-Переяславской Семинарии в первой четверти текущего столетия // Полтавские епархиальные ведомости. Часть неофициальная. — 1880. — 1 мая. — С. 403—409.